# مسجد محمود (حيفا)

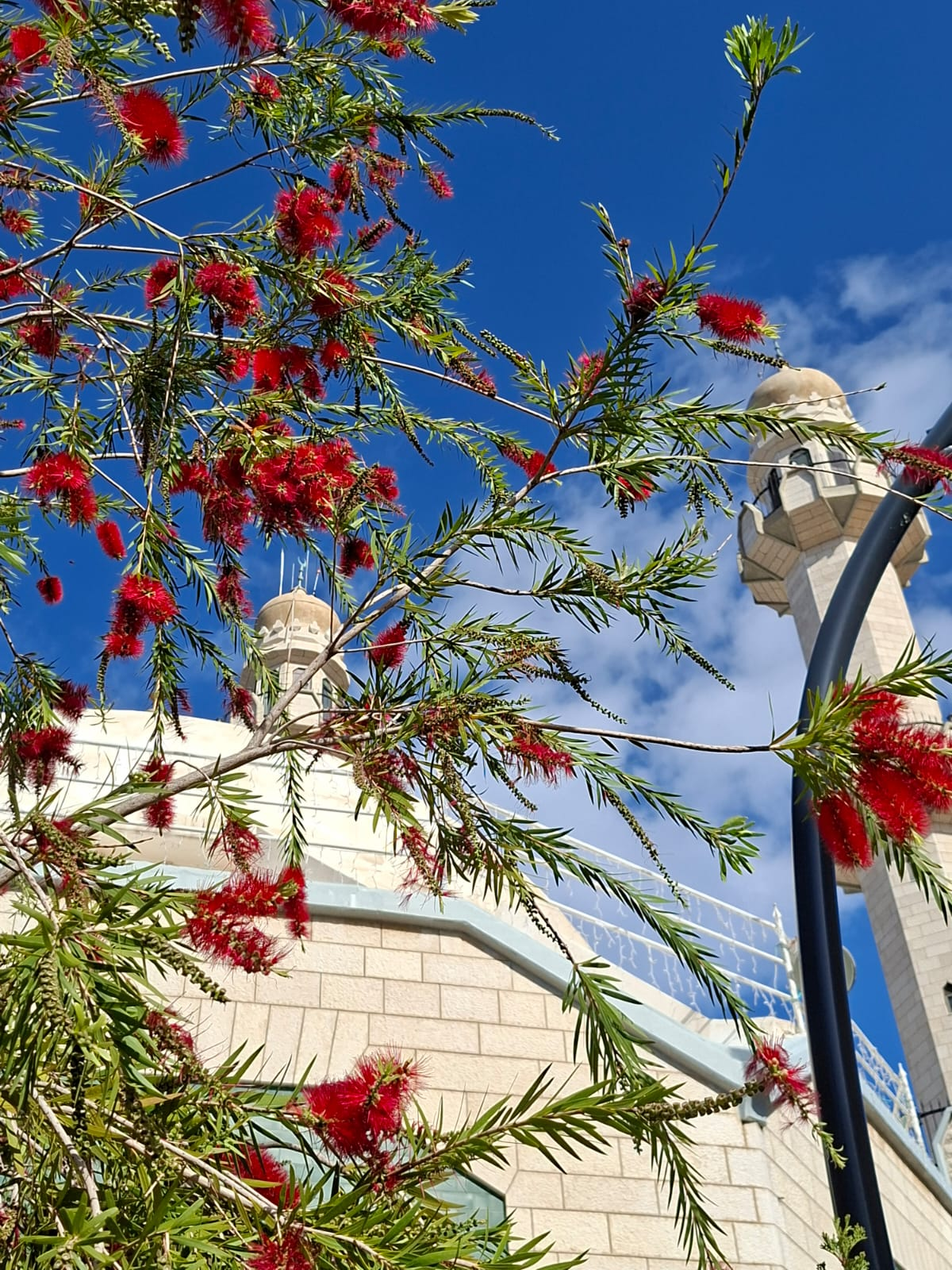
مسجد محمود - شارع الكباير - حيفا

مسجد محمود (بالعبرية: מסגד האחמדים) ، هو مسجد تابع للطائفة الأحمدية في حي الكبابير، في حيفا، أُنشئ في أواخر عقد السبعينات.

## تاريخه
تم بناء أول مسجد على جبل الكرمل في عام 1931، ثم بُنى مسجد محمود في عقد السبعينيات، وسُمي تيمنًا باسم مرزا بشير الدين محمود أحمد وهو نجل مؤسس الطائفة الأحمدية.
يحتوي المسجد على مئذنتين لونهما أبيض ويبلغ ارتفاعهما 35 مترًا، ويظهران بشكل واضح وبارز في أفق الأحياء السكنية، المتواجدة على نتوء الجبال القريبة. موّل أعضاء طائفة الجماعة الأحمدية المتواجدة محليا بناء المسجد، والذين انتقلوا إلى حي الكبابير من نعلين، وهي قرية موجودة بالقرب من مدينة القدس .
الكبابير هو حي مختلط يعيش به عرب ينتمون للأحمدية، ويهود، يتواجد هذا الحي على جبل الكرمل.